# Magenta Devine
Magenta Devine, artiestennaam van Kim Taylor (Hemel Hempstead, 4 november 1957 – Londen, 6 maart 2019), was een Britse televisiepresentatrice, mediapersoonlijkheid en journaliste die actief was in de muziekindustrie.

## Loopbaan
Magenta Devine, soms geschreven als De Vine, was actief in de reclamewereld als promotor voor rockbands als Queen, Thin Lizzy en Whitesnake. Medio jaren tachtig organiseerde ze de marketing van de new wave-formatie Sigue Sigue Sputnik. Magenta vormde in die tijd een koppel met de frontman van de band, Tony James. Ze was presentatrice op de televisiezender Channel 4, waar ze bekend was van Network 7, een muzikaal jeugdprogramma. Haar televisiedebuut dateerde van 1986, op de BBC Wales met de show Juice. In 2001 was ze de voice-over voor de docu The New Romantics – A Fine Romance over de muzikale stroming new romantic.
In 2005 deed Magenta mee aan het reality-programma Extreme Celebrity Detox, naar aanleiding van haar alcoholverslaving (die haar met andere onderliggende factoren fataal werd). Ze engageerde zich ook als goodwillambassadrice en streed voor gendergelijkheid in de Verenigde Naties.
Magenta droeg steeds een zwarte zonnebril als ze in de media verscheen. De donkere zonnebril is haar handelsmerk geworden.

## Persoonlijk leven
Magenta heeft jarenlang een relatie gehad met Sigue Sigue Sputnik-oprichter Tony James, die ook als bassist speelde in Generation X en The Sisters of Mercy.
Vanaf de jaren negentig kampte Magenta met depressies en een alcoholverslaving, waarvoor ze meermaals in therapie is gegaan.
Op 6 maart 2019 stierf Magenta Devine in een ziekenhuis in Londen, na een korte ziekte.